# بي أو إتش بلانتيشنز
بي أو إتش بلانتيشنز BOH Plantations هي أكبر شركة مصنعة للشاي الأسود في  ماليزيا، موزع محلي ودولي، ومقرها في كوالا لامبور.
تقع في مرتفعا كامبرون في باهانغ، وهي أكبر مزاع للشاي في ماليزيا.
تأسست عام 1929 على يد جي ايه راسل.
تنتج سنوياً حوالي 4 ملايين كيلو من الشاي، ما يمثل 70% من إنتاج الشاي في ماليزيا.